# Rolf Bongs
Rolf Bongs (* 5. Juni 1907 in Düsseldorf; † 20. November 1981 ebenda) war ein deutscher Schriftsteller.

## Leben
Rolf Bongs war der Sohn des Landrates Rudolf Bongs. Er wuchs in Düsseldorf auf und erlernte bereits als Schüler das publizistische Handwerk während der Mitarbeit an der Düsseldorfer Schülerzeitung. Nachdem er 1928 die Reifeprüfung abgelegt hatte, studierte er Germanistik, Kunstgeschichte und Philosophie an den Universitäten in München, Berlin und Marburg. Während dieser Zeit war er Mitbegründer der Marburger Flugblätter und machte die Bekanntschaft mit dem Werk André Gides, das großen Einfluss auf Bongs ausübte. 1933 trat er der SA bei.
1934 promovierte Rolf Bongs an der Universität Marburg mit einer Arbeit über Heinrich von Kleist zum Doktor der Philosophie. Sein Band „Gedichte“ von 1935 wurde von der Zensur des Dritten Reiches kurz nach dem Erscheinen verboten, der Autor mit einem zeitweiligen Schreibverbot belegt. In den folgenden Jahren übte Bongs, der seit 1937 verheiratet war, verschiedene Tätigkeiten aus; unter anderem war er kaufmännischer Angestellter, Sportlehrer und Journalist, schließlich Archivar und Bibliothekar. Daneben bot ihm vor allem die Rabenpresse des Verlegers V. O. Stomps eine Möglichkeit zur Veröffentlichung seiner Texte. Am 9. November 1937 beantragte er die Aufnahme in die NSDAP und wurde rückwirkend zum 1. Mai desselben Jahres aufgenommen (Mitgliedsnummer 5.921.168). Ab 1938 war Bongs beim Volksbund für das Deutschtum im Ausland angestellt, für den er 1942 in zwei Veröffentlichungen die im Deutsch-Sowjetischen Grenz- und Freundschaftsvertrag vereinbarte Umsiedlung der Volksdeutschen aus dem sowjetisch besetzten Polen, aus dem Generalgouvernement und aus Bessarabien nach Beendigung des Überfalls auf Polen schilderte und rechtfertigte. Von 1941 bis 1942 betreute er das Rheinische Dichter-Archiv, in dem Manuskripte und Materialien von zeitgenössischen Autoren der preußischen Rheinprovinz gesammelt wurden. Ab 1942 nahm er als Soldat der Waffen-SS und SS-Kriegsberichterstatter am Zweiten Weltkrieg in der Sowjetunion, in Italien und Frankreich teil.
Nach seiner Entlassung aus einer kurzen amerikanischen Kriegsgefangenschaft kehrte Bongs 1945 nach Düsseldorf zurück, wo er als Journalist und Kritiker und ab 1955 als freier Schriftsteller tätig war.
Er reiste mehrere Male nach Griechenland und in die
USA. 1971 hatte er eine Gastprofessur für deutschsprachige Gegenwartslyrik an der University of Massachusetts in Amherst inne. Bongs, der in den letzten Jahren seines Lebens zunehmend unter einer schweren rheumatischen Erkrankung litt, nahm sich 1981 das Leben.
Rolf Bongs' Werk umfasst Gedichte, Erzählungen, Romane, Essays, Dramen und Hörspiele. Bongs' frühe Gedichte tendieren zur Neuen Sachlichkeit, daneben spielt in seiner Lyrik allerdings auch ein ausgesprochener Kult des antiken Griechenlands, der Leichtathletik und des männlichen Körpers eine wichtige Rolle. Nach seiner Mitwirkung im nationalsozialistischen Propaganda-Apparat während des Zweiten Weltkriegs und infolge seiner vehementen Ablehnung der aktuellen literarischen Bewegungen der frühen Bundesrepublik fristete Bongs nach 1945 ein literarisches Nischendasein. Von Bedeutung war er allenfalls für die Rezeption des Werkes des von ihm verehrten André Gide im Nachkriegsdeutschland. Bongs’ Nachlass ruht im Düsseldorfer Heinrich-Heine-Institut.

## Auszeichnungen
- 1956 Förderpreis zum Heinrich-Droste-Literaturpreis
- 1957 den Preis der Hermann-Hesse-Stiftung
- 1958 den Preis der Rudolf-Alexander-Schröder-Stiftung
- 1966 die Willibald-Pirckheimer-Medaille

## Werke
- Über den Körper, Marburg 1932
- Das Hirtenlied, Berlin 1933
- Der Läufer, Marburg 1933
- Gesang, Berlin 1934
- Die Verwandlung, Leipzig [u. a.] 1934
- Die Wertung und Geltung Kleists zur Zeit der Romantik, Leipzig [u. a.] 1934
- Gedichte, Berlin 1935
- Gedichte für Städter, Düsseldorf 1935
- Die Läufer, Berlin 1935
- Tagebuch 1937, Düsseldorf 1937
- Rechenschaft, Düsseldorf 1939
- Schüsse 1811, Leipzig [u. a.] 1939
- Ein Dorf siedelt um, Berlin 1942
- Harte, herrliche Straße nach Westen, Berlin 1942
- Der Juno heilig, Düsseldorf 1942
- Tränen und Lächeln, Berlin 1942
- Zwei Gedichte, Gaiswaid/Westf. 1944
- Ernst Heimrath zum Gedenken, Düsseldorf-Oberkassel 1946
- Vom Leben im Glanz des Geheimen, Düsseldorf 1947
- Venedig, o. O. o. J.
- Gespräch mit André Gide, Düsseldorf 1950
- Flug durch die Nacht, Düsseldorf 1951
- Das Antlitz André Gides, Düsseldorf 1953
- Die feurige Säule, Emsdetten 1953
- Rheinisches Bilderbuch, Berlin 1954
- Hahnenschrei, Düsseldorf 1955
- Sammlung Wilhelm Buller, Düsseldorf 1955
- Düsseldorfer Kaufleute sammeln moderne Kunst, Düsseldorf 1956
- Herz und Zeit, Emsdetten/Westf. 1956
- Eine Fußspur in Taranowka, Düsseldorf 1957
- Im Tal der Flugschneise, Offenburg [u. a.] 1957
- Absturz, Emsdetten 1958
- Monolog eines Betroffenen, Stuttgart 1961
- Die großen Augen Griechenlands, Emsdetten 1963
- Rechenschaft, Emsdetten 1964
- Züricher Gedicht, München 1965
- Urteil über einen gemeinen Soldaten, Emsdetten 1966
- Aufstieg zum Kilimandscharo, München 1968
- Das Londoner Manuskript, Hamburg [u. a.] 1969
- Morgen in Opatija, Darmstadt 1969
- A bis plus minus Zett, Darmstadt 1972
- Ein Mann geht durch die Stadt, Düsseldorf 1972
- Insel, Duisburg 1973 (zusammen mit Otto Piene)
- Oberwelt, Düsseldorf 1977
- Ein amerikanisches Mädchen, Emsdetten 1980
- Gedichte, München 1981
- Ich sah, daß die Bäume zu gehen begannen, Düsseldorf 1984
- Abends bei Spoerri, Emsdetten 1989
- Correspondance avec Rolf Bongs, Lyon 1994 (zusammen mit André Gide)
- Erste Sonne

## Herausgeberschaft
- Leib und Leben, Wittingen 1933 (herausgegeben zusammen mit Thilo Scheller und Johannes Vogel)